# Wasserfall zum Toten Weib
Wasserfall zum Toten Weib är ett vattenfall i Österrike.   Det ligger i förbundslandet Steiermark, i den östra delen av landet, 80 km sydväst om huvudstaden Wien. Wasserfall zum Toten Weib ligger 1 363 meter över havet.
Terrängen runt Wasserfall zum Toten Weib är huvudsakligen kuperad, men åt sydost är den bergig. Runt Wasserfall zum Toten Weib är det ganska glesbefolkat, med 48 invånare per kvadratkilometer.. Närmaste större samhälle är Neuberg an der Mürz, 9,4 km sydost om Wasserfall zum Toten Weib. 
I omgivningarna runt Wasserfall zum Toten Weib växer i huvudsak blandskog.